# Oryctopleura arcuatalis
Oryctopleura arcuatalis är en fjärilsart som beskrevs av Émile Louis Ragonot 1890. Oryctopleura arcuatalis ingår i släktet Oryctopleura och familjen mott. Inga underarter finns listade i Catalogue of Life.